# Jáchymov
Jáchymov (németül Sankt Joachimsthal) város Csehországban, a Karlovy Vary-i kerületben.

## Fekvése
Az ország északnyugati részén fekszik, az Érchegység egyik völgyében, a 25-ös út mentén, a cseh-német határtól 5 km-re délre. Karlovy Varytól 20 km távolságra található.

## Története
A 16. század kezdetén ezüstöt találtak itt. A bányászat következtében Sankt Joachimsthal gyorsan növekedett, főleg, miután a Schlick-család birtokába került. Az itt vert ezüstpénzeket Joachimstalernek nevezték – innen származik a tallér és végső soron a dollár neve.
1523-ban a település  református hitre tért.
1873. március 31-én a város majdnem teljesen leégett.
A 20. század elején Marie Curie innen származó uránércből fedezte fel a rádiumot. 1906-ban itt alapították az első radioaktív gyógyfürdőt a világon. A fürdőben ma egyedülálló gyógykezelések segítségével hatnak a mozgásszervi megbetegedésekre.
A második világháború után a németeket kitelepítették. A kommunisták az uránbányában munkatábort alakítottak ki. 1964-ben abbamaradt az uránbányászat.
Uránbányája és történelmi szerepe miatt Jáchymov „a világ radioaktív fővárosa”-ként vált ismertté, 2019-ben az UNESCO felvette a Világörökségi listára.

## Látnivalók
- Gyógyfürdő
- Ülőlift az 1244 m magas Klínovecre (németül Keilberg)

## Képek

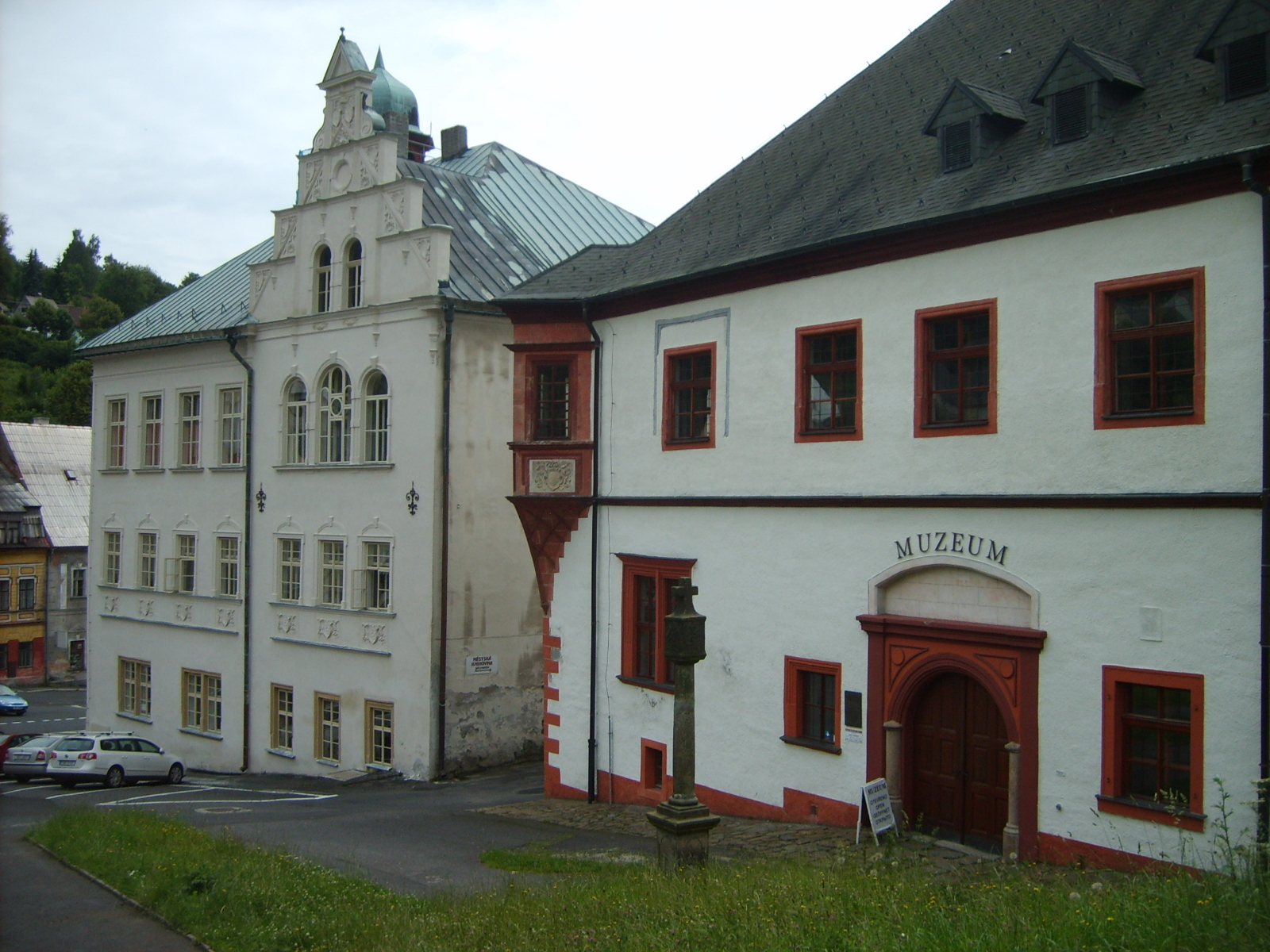
A városháza és a helyi múzeum
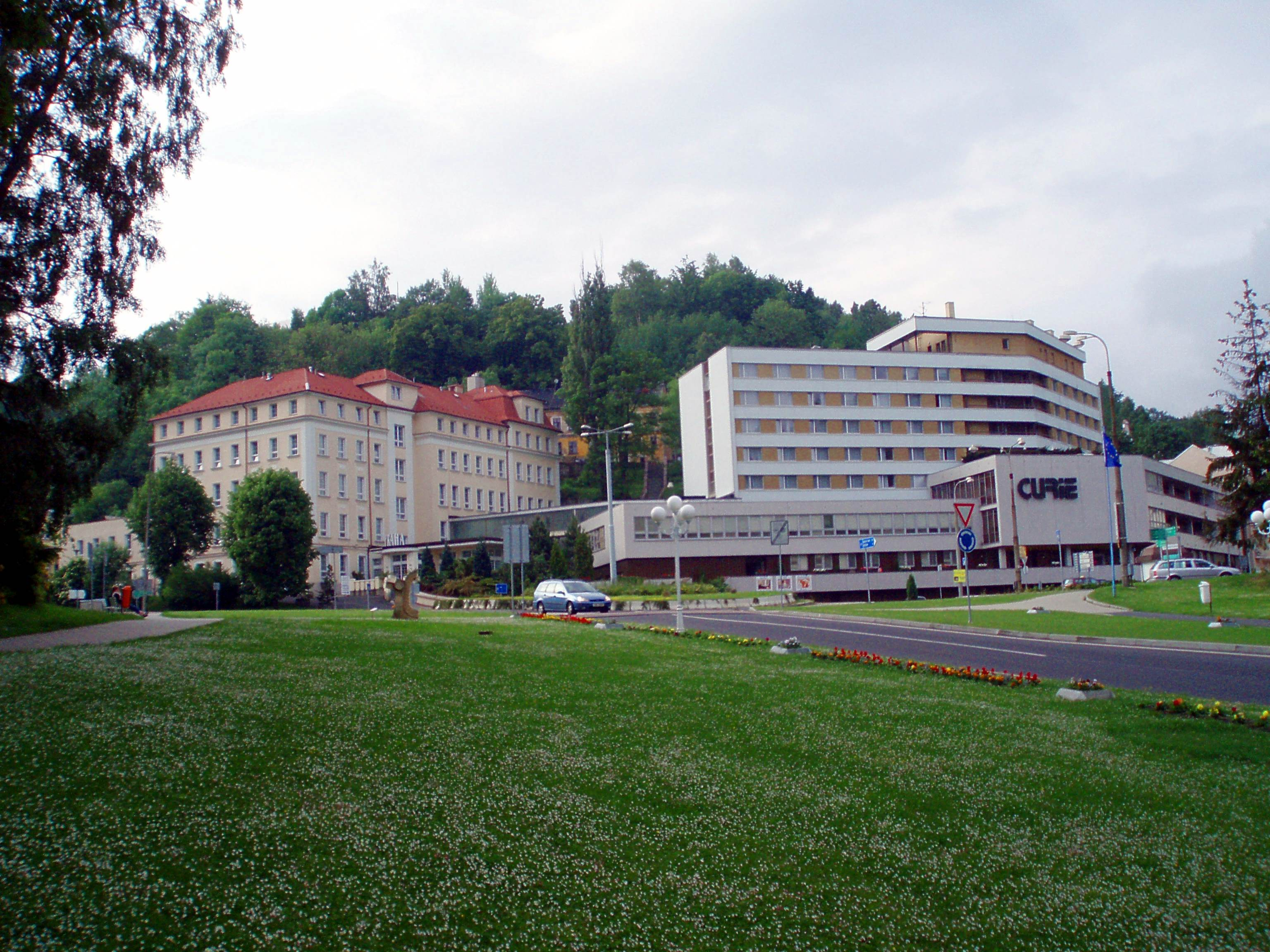
Hotel Curie
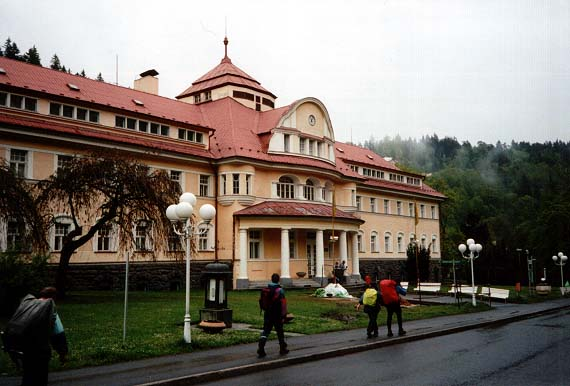
A régi fürdő
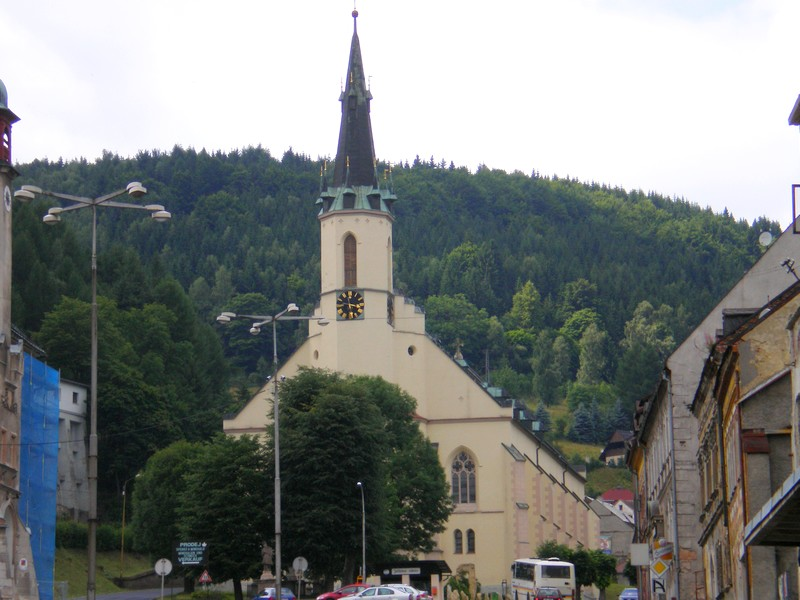
Szent Joachim templom
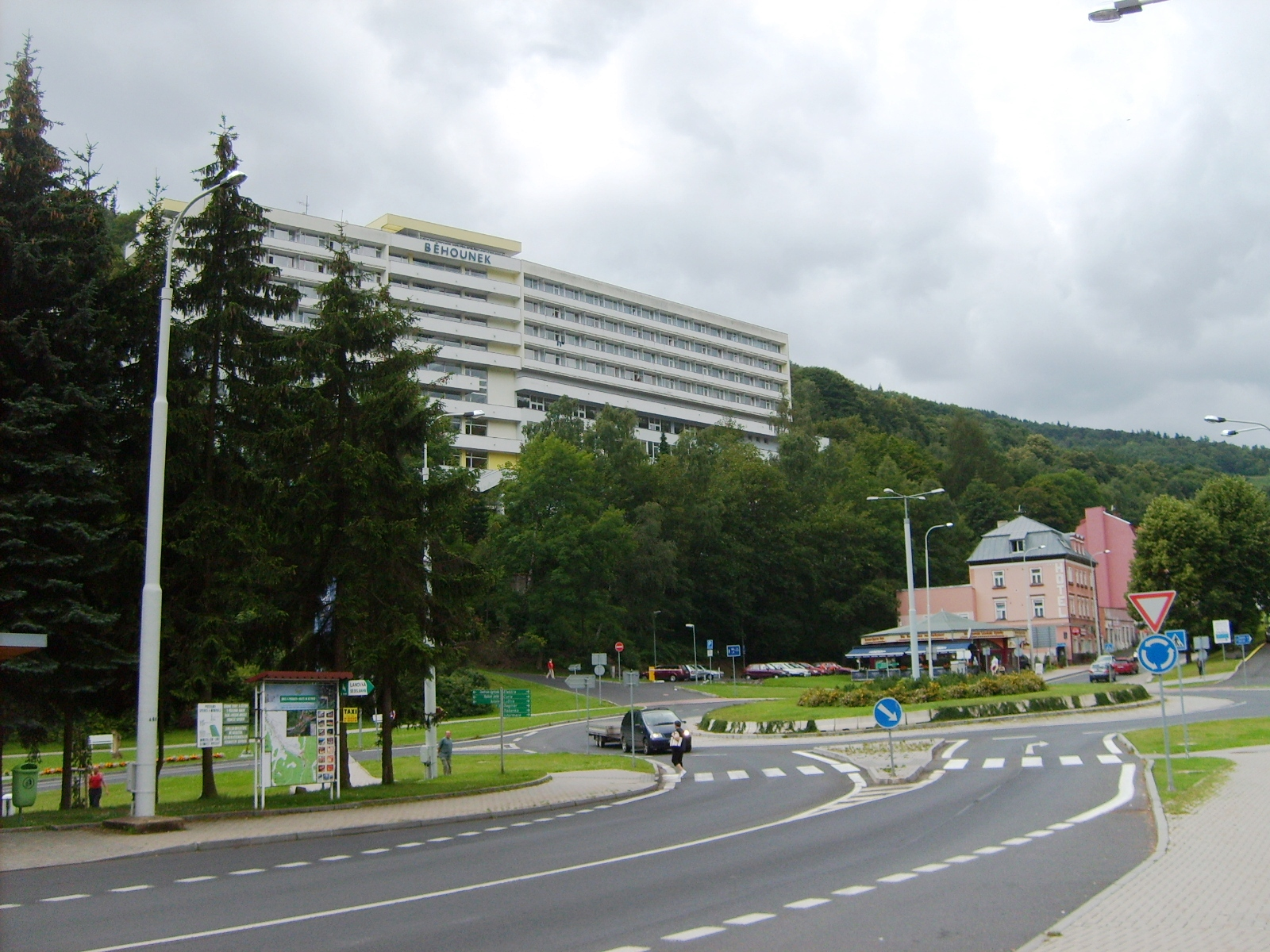
Běhounek Szanatórium
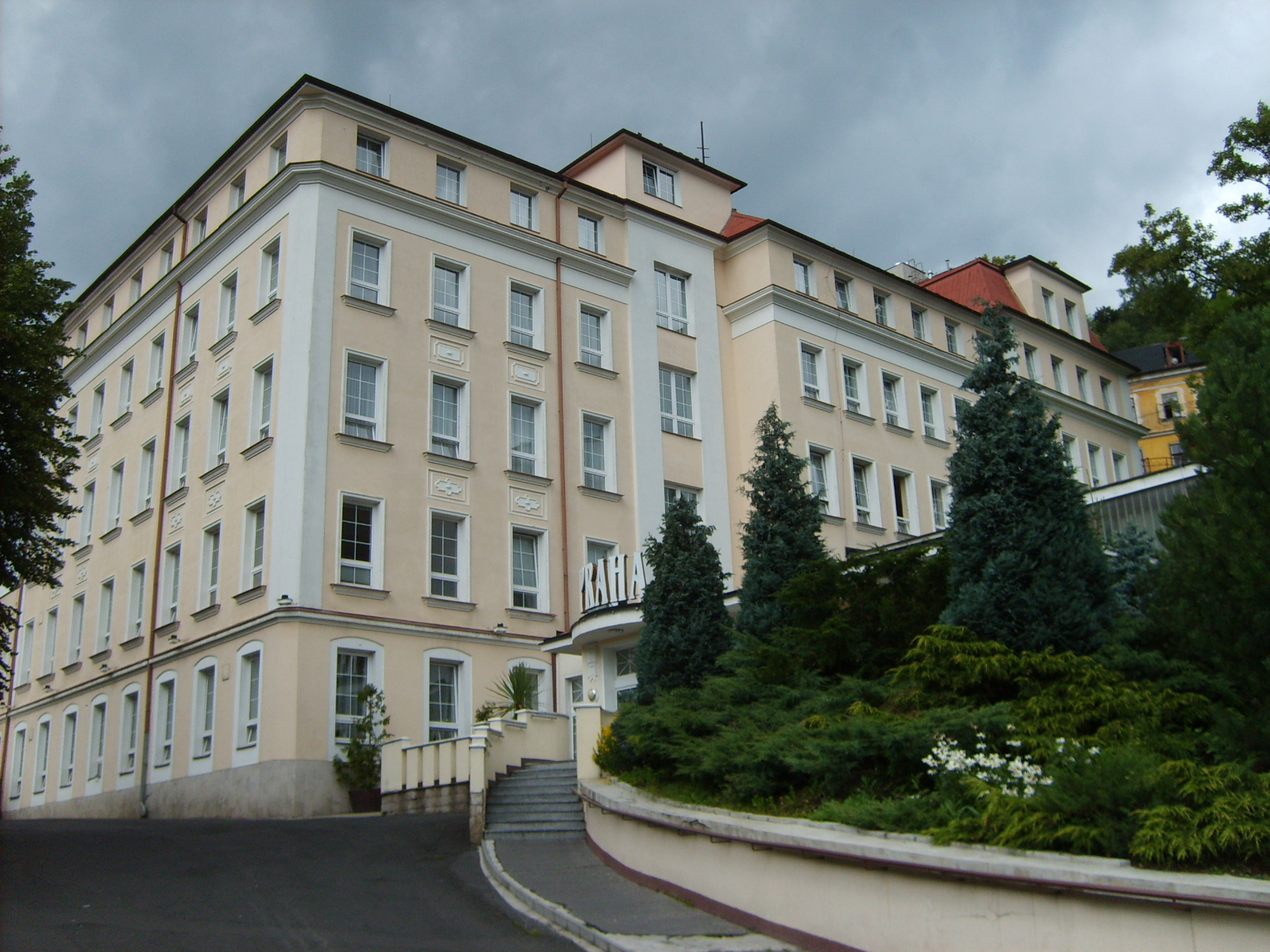
Hotel Prága

## Híres emberek
- Georgius Agricola (1494–1555) városi orvos és gyógyszerész, „a mineralógia atyja”
- Johannes Mathesius (1504–1565), 1532-től a latin iskola rektora, 1542-től hegyi prédikátor (Bergprediger)
- Itt született Samuel Fischer (1547–1600) professzor, pap és főintendáns

## Népesség
A település népessége az elmúlt években az alábbi módon változott:
| Lakosok száma | 6586 | 7133 | 7173 | 6659 | 3375 | 2830 | 2586 | 2511 | 2315 | 2361 |
|               | 1869 | 1890 | 1921 | 1950 | 1980 | 2001 | 2017 | 2019 | 2022 | 2024 |